# Хоталич
Хоталич е средновековен град-крепост на 4 км северозападно от град Севлиево.
Разположен е над пролома на река Росица върху естествено укрепена хълмиста местност наречена Крушевски баир. Възникнал е през V-VІ век като военно укрепление, а през Х век е възстановен от българската държава, която започнала да изгражда укрепително съоръжение, с което да брани страната от нападения от север и от Византия на юг. Стоял е между средновековните градове Търново и Ловеч и е определян като средновековен град с местно значение, свързан с второстепенен античен път по долината на река Росица с отклонение от централните пътища на юг от Никополис ад Иструм. Просъществувал е до края на ХVІІ век.

## История
В турските административни документи се вписва като Хоталич. От средата на XVI век като „нахѝя“, а в документ от 1618 г. като „кааза̀ Хоталич“. Вероятно посоченият от Хаджи Калфа османски град Хуталиджа е тъждествен с късносредновековния Хоталич. В преведените и цитирани от Руси Стойков документи от 1638 г. и 1643 – 1644 г. се споменава вече само „кааза Хоталич“, а на някои места е прибавено „Нам и дигер Серви“, което в превод означава „с друго име Серви“), затова не разполагаме с много първоначална история за него. Отначало наименуван Хотел (старинно славянско име), а по-късно в турските административни документи вписан като Хоталич. Севлиево също е било наричано Хоталич („крепостта Хоталич и долния Хоталич“). Едва през 1618 г. в документи е отбелязано като село Селви. Предполага се, че когато турците завземат Северна България разрушават крепостта Хоталич и прогонват населението. Заселват се в долния Хоталич, на левия бряг на река Росица и го наричат Серви – Селви (Севлиево). Градът постепенно се разраства и привлича населението от крепостта Хоталич и околните селища. Изземва функциите на средновековен административен център, какъвто е бил Хоталич и става икономически, стопански, а по-късно и културен център на района.

## Археологическо изследване

### Откриване
Доказателствата за съществуването на Хоталич, макар и малко, били достоверни, единствено неговото локализиране се оказвало проблем. До седемдесетте години на XX век никой не знаел къде е точното местонахождение на Хоталич. По-късно през XX век археологът Симеон Симеонов достигнал до извода, че щом двата града Хоталич и Серви – Селви за известен период от време са съществували паралелно, то би трябвало да са били близко един до друг, съответно мястото, на което е била разположена крепостта Хоталич е била в стратегическа близост до Долен Хоталич (Севлиево), а най-западната част на Крушевския баир, наричан още Севлиевска планина била точно такова стратегическо място. През 1981 г. започват цялостните разкопки на Хоталич.

### Каменни постройки
Открити и разкопани са 86 каменни постройки разположени в и извън очертанията на крепостните стени (извън крепостта – външен град). И двете части на града били защитени от каменни стени изградени от дялани камъни споени с хоросан. Заради денивелацията на терена жилищата били полувкопани в стръмния склон от северната си страна, а доизграждани от южната. Открити са и 61 гроба, разпределени в няколко некропола. Крепостната площ била над 15 дка, а тази на долния град около 43 дка.
Във външния град имало четири квартала (цялата площ била затворена от юг със защитната стена, като към нея се спускали перпендикулярно други три стени, които разделяли града на квартали), три средновековни църкви (в западния край храмът е леко вкопан в терена, като зидовете му са съобразени с останките на намиращата се отдолу ранновизантийска базилика от V-VI век, втората църква била възстановена през османския период, а третата се намира в източната част на подградието), в непосредствена близост или в самите църкви са намерени гробове, които са част от некрополи, открит е и гроб на дете, a в притвора на църквата е намерен гроб на жена с дете, открити са работилници (оръжейна и ковашка), пещи за топене на метал, керамични пещи, като всички те са представлявали масивни каменни постройки. По-голямата част от населението живеело в каменни къщи на един или два етажа (жилищата били градени от ломени камъни и споявани с кал). При голяма част от сградите разстояние между тях не било оставяно. Двата крайни квартали – западен и източен, са били по-големи и по-гъсто населени. Имало отделен квартал и за по-бедното население. При всички сгради в Хоталич вратите са се намирали от южната или от източната страна. При разкриването на жилищните сгради са открити и много домакински пещи вън от жилищата. Външният град бил обграден с каменни стени, някои от които са запазени до над 3 м височина, отбранителни кули и 5 порти. За нуждите на занаятчийското производство са били изкопавани ями, в които се събирала дъждовна вода. Открити са и над 130 средновековни гроба. Някои от тях са с богат погребален инвентар – пръстени, гривни, обеци, кръстове и др.
В крепостната част са запазени болярското жилище (то било двуетажно с неправилна четириъгълна форма, съобразена с терена и скалите от северната му страна, до което водели четири стъпала), малка семейна болярска църква (сравнително малка по размери еднокорабна църква, което е характерно за средновековието, но достатъчно широка, за да побере многобройното владетелско семейство), казармени и складови помещения. Цитаделата била оградена от мощни високи отбранителни стени с дебелина до 2 м и височина 8 – 10 м. На ключови места – при източния и западния вход (най-уязвимите участъци от стената) били построени отбранителни кули, които позволявали защита във всички посоки. Ранновизантийската стена опасвала хълма като венец, без ъгли или кули. В нейната южна част се намирала портата, но през средновековието върху тази южна стена била градена нова и нова порта върху старата. Втората порта се намирала на източната крепостна стена. Била изградена успоредно на първата, но в по-високата част на хълма, а северната стена била свързана с източната с чупка под ъгъл. От юг крепостта е обградена със скали, което се явявало допълнителна защита. В крепостната част от града имало и резервоар за вода, който бил рядкост при средновековните български крепости и предпоставка за падането на добре изградени крепости именно поради липсата на вода. При разкопките е открита малка част от глинен тръбопровод. Хората обитавали крепостта са били малко (семейството на владетеля, църковните служители и охраната, вероятно и малък брой прислуга), теренът на крепостта не бил така гъсто застроен с жилища, както този на външния град.

### Находки
От археологическите проучвания на Хоталич във фонда на Исторически музей – Севлиево са постъпили и инвентирани повече от 900 експоната. Нумизматичният материал също е много богат. През 1993 г. в Хоталич е открито съкровище от 2944 медни монети, които са били сечени в Константинопол през XII век и 146 български монети. Наличието на толкова голямо количество монети подсказва, че Хоталич не е бил просто една провинциална крепост, а град, който е имал интензивен стоков обмен с другите центрове на България и търговски връзки с Византия и Латинската империя.
Откритите в християнските гробове накити са били предназначени като украса за различни части на тялото. Накити, гривни и диадеми за глава са открити при крепостта. Обиците от т. нар. гроздовиден тип, били широко разпространени през IX-XI век. При герданите са открити комбинации от различно оцветени мъниста, комбинирани с бронзови лунници, често срещани през ранното средновековие. Петте висулки от тези некрополи, които са различни по форма и украса, са едни от богатите колекции, открити в Северна България, и имат значителна научна стойност. Интерес представлява и масивна торква, открита върху шията на човек в един от гробовете в източния некропол. Тя е носена като отличителен белег. Върху главата на млада жена от южния некропол са открити бронзови диадеми, изработени от четиристенна дебела тел, покрита с плат и обвита спираловидно с тънка лента. Интересни са и другите накити от гривни, пръстени и наушниците от северния некропол.
В крепостната част на града са открити останки от средновековна керамика (глинени съдове от XII-XIII век), съдове от ранновизантийската епоха, много домакински принадлежности, както и предмети от бита на населението – хромели, гвоздеи, ножове, глинени прешлени за вретена, тежести за стан, фрагменти от керамика като почти всички находки се съхраняват в Исторически музей – град Севлиево.

### Изводи
В резултат на археологическите разкопки е изяснена строителната периодизация и датировка на изграждането на крепостната стена и на застрояването във вътрешността на цитаделата. Според нумизматичните, керамични, костни (предимно от еленов рог) и метални находки е установено, че крепостната стена е строена в края на V в. В средата на VІ в. започва терасирането и застрояването на хълма. Регистрирани са и керамични, нумизматични и метални находки, които маркират третия период от живот в цитаделата - Х–ХІІ в., когато помещенията се преизползват, и се изгражда допълнително каменно стълбище.

## Хоталич днес
Хоталич е една от най-добре поддържаните и консервирани крепости в България. Днес до средновековния град се достига по 4 км черен път, като за целия маршрут при желание може да се използва и квалифициран екскурзовод.
Съществува проектно предложение да се създаде възможност за лесен и удобен достъп до археологически обект с национално културно-историческо значение и да се създаде интегриран туристически продукт. Предвижда се реставрация и консервация на североизточната крепостна кула, източната, западната и северната порти и църкви. За онагледяване бита на жителите на Хоталич се предвижда да се реставрират три средновековни къщи, в които да има малка експозиция на предмети, намерени при разкопките.
Крепостта Хоталич беше официално открита на 31 януари 2014 г. 